# Pierre Hellinckx
Pierre François Hellinckx (Koekelberg, 23 augustus 1865 - 28 augustus 1919) was een Belgisch volksvertegenwoordiger en burgemeester.

## Levensloop
Hellinckx was gemeenteraadslid en burgemeester van Koekelberg van 1896 tot 1912.
In 1906 werd hij verkozen tot katholiek volksvertegenwoordiger voor het arrondissement Brussel en vervulde dit mandaat tot in 1910.